# Stanisław Hutten-Czapski
Stanisław Hutten-Czapski herbu Leliwa (ur. 1779 w Nieświeżu, zm. 1844 w Kiejdanach) – hrabia, pułkownik Armii Księstwa Warszawskiego, uczestnik wojen napoleońskich, kawaler maltański (w zakonie od 1808 roku), kawaler Honoru i Dewocji w Wielkim Przeoracie Katolickim w Rosji, kawaler Virtuti Militari i Legii Honorowej.
Był synem Franciszka Stanisława Kostki, wojewody chełmińskiego, i Weroniki Radziwiłłówny, siostry księcia Panie Kochanku. Dzieciństwo spędził w Nieświeżu i Wilnie, gdzie pobierał nauki. W roku 1811 nowy ordynat nieświeski, kuzyn Dominik Hieronim Radziwiłł, przekazał mu Kiejdany jako część posagu matki.
W roku 1812 własnym sumptem wystawił 22 Pułk Piechoty i na jego czele wziął udział w kampanii 1812. Między innymi walczył w bitwie nad Berezyną. W tym roku otrzymał Order Virtuti Militari, zaś w następnym Legię Honorową za waleczność w czasie kampanii 1813. Potem przebywał do 1815 w Paryżu; władze carskie zagroziły sekwestrem majątków, po czym musiał powrócić do Kiejdan.
Stanisław Czapski był żonaty z Zofią, córką kasztelana mińskiego Michała Obuchowicza, i miał trzech synów. Marian i Edward wzięli udział w powstaniu styczniowym; skonfiskowano im wszystkie majątki i skazano ich na zesłanie na Sybir. Trzeci syn, Adolf Hutten-Czapski, był w latach 1855–1858 marszałkiem szlachty guberni kowieńskiej.